# イスラエルの政党別の国会議員数
イスラエルの政党別の国会議員数（イスラエルのせいとうべつのこっかいぎいんすう）では、クネセト（イスラエルの中央議会）における政党別の議員数（議席数）を示す。

## 一覧

### イスラエル国（1948年-）
- 定数はいずれも120議席

| 選挙 （年月日）           | 第1党                          | 第2党                             | 第3党                  | 第4党                    | 首相                      |
| ------------------------- | ------------------------------ | --------------------------------- | ---------------------- | ------------------------ | ------------------------- |
| 第1回選挙 （1949年1月）   | マパイ 46                      | マパム 19                         | 統一宗教戦線 16        | ヘルト 14                | ダヴィド・ベン＝グリオン  |
| 第2回選挙 （1951年7月）   | マパイ 45                      | 一般シオニスト 20                 | マパム 15              |                          | ダヴィド・ベン＝グリオン  |
| 第3回選挙 （1955年7月）   | マパイ 40                      | ヘルト 15                         | 一般シオニスト 13      | 国家宗教戦線 11          | ダヴィド・ベン＝グリオン  |
| 第4回選挙 （1959年11月）  | マパイ 47                      | ヘルト 17                         | 国家宗教党 12          |                          | ダヴィド・ベン＝グリオン  |
| 第5回選挙 （1961年8月）   | マパイ 42                      | ヘルト 17                         | 自由党 17              | 国家宗教党 12            | ダヴィド・ベン＝グリオン  |
| 第6回選挙 （1965年11月）  | マアラハ 45                    | ガハル 26                         | 国家宗教党 12          |                          | レヴィ・エシュコル        |
| 第7回選挙 （1969年10月）  | マアラハ 56                    | ガハル 26                         | 国家宗教党 12          |                          | ゴルダ・メイア            |
| 第8回選挙 （1973年12月）  | マアラハ 51                    | リクード 39                       | 国家宗教党 10          |                          | ゴルダ・メイア            |
| 第9回選挙 （1977年5月）   | リクード 43                    | マアラハ 32                       | ダッシュ 15            | 国家宗教党 12            | メナヘム・ベギン          |
| 第10回選挙 （1981年6月）  | リクード 48                    | マアラハ 47                       |                        |                          | メナヘム・ベギン          |
| 第11回選挙 （1984年7月）  | マアラハ 44                    | リクード 41                       |                        |                          | シモン・ペレス            |
| 第12回選挙 （1988年11月） | リクード 40                    | マアラハ 39                       | シャス 6               |                          | イツハク・シャミル        |
| 第13回選挙 （1992年6月）  | 労働党 44                      | リクード 32                       | メレツ 12              | ツォメト 8               | イツハク・ラビン          |
| 第14回選挙 （1996年5月）  | 労働党 34                      | リクード - ゲシェル - ツォメト 32 | シャス 10              |                          | ベンヤミン・ネタニヤフ(1) |
| 第15回選挙 （1999年5月）  | 1つの イスラエル 26            | リクード 19                       | シャス 17              | メレツ 10                | エフード・バラック        |
| 第16回選挙 （2003年1月）  | リクード 38                    | 労働党 - メイマド 19              | シヌイ 15              | シャス 11                | アリエル・シャロン        |
| 第17回選挙 （2006年3月）  | カディマ 29                    | 労働党 - メイマド 19              | シャス 12              | リクード 12              | エフード・オルメルト      |
| 第18回選挙 （2009年2月）  | カディマ 28                    | リクード 27                       | イスラエル 我が家 15   | 労働党 13                | ベンヤミン・ネタニヤフ(2) |
| 第19回選挙 （2013年1月）  | リクード - イスラエル我が家 31 | イェシュ・ アティッド 19          | 労働党 15              | ユダヤ人の家 12          | ベンヤミン・ネタニヤフ(2) |
| 第20回選挙 （2015年3月）  | リクード 30                    | シオニスト連合 24                 | ジョイント・ リスト 13 | イェシュ・ アティッド 11 | ベンヤミン・ネタニヤフ(2) |
| 第21回選挙 （2019年4月）  | リクード 35                    | 青と白 35                         | シャス 8               | ユダヤ・トーラ連合 8     | ベンヤミン・ネタニヤフ(2) |